# L'Opinió
L’Opinió fue un semanario español en lengua catalana de orientación política izquierdista y catalanista fundado en Barcelona el 18 de febrero de 1928, con el apoyo económico de Joan Casanelles.

## Historia
Independiente de cualquier partido, contó con la colaboración de importantes escritores, publicistas y políticos como Josep Maria de Sagarra, Carles Soldevila, Marcelino Domingo, Jaume Aguadé Miró, Manuel Serra, Andreu Nin, Ángel Pestaña o Jordi Arquer.
Se convirtió después en el órgano de un nuevo núcleo político (conocido como grupo de "L'Opinió"), de carácter republicano, federalista y socializante, integrado, entre otros, por Joan Lluhí, Pere Comas, Joan Casanelles, Antoni Xirau Palau, Joaquim Ventalló y Xavier Regàs. Este grupo fue, en marzo de 1931, uno de los tres grupos fundadores del Esquerra Republicana de Catalunya (ERC). 
Su publicación fue suspendida del 13 de septiembre de 1929 al 2 de mayo de 1930, y de cara a las elecciones municipales de 1931 se transformó en diario, de forma muy precaria, del 6 al 12 de abril. Proclamada la Segunda República española, dejó de publicarse hasta su salida definitiva como diario el 4 de junio de 1931.
A pesar del subtítulo de Diari d'Esquerra Republicana de Catalunya, el diario, dirigido primero por Antoni Xirau y luego por Joaquim Ventalló, y el grupo que le inspiraba, mantuvieron siempre una línea política propia que pronto entró en conflicto con la orientación entonces dominante en ERC. En septiembre de 1933 fueron expulsados los miembros de L'Opinió, pasando a ser la publicación de la nueva organización creada por Lluhí, el Partit Nacionalista Republicà d'Esquerra, hasta que, suspendido por la autoridad militar el 10 de octubre de 1934, desapareció definitivamente.

## Directores
- Joan Lluhí i Vallescà
- Pere Comas i Calvet
- Armand Otero i Vigo
- Josep Fernández i Puig